# Mario Viens
Mario Viens (Kanada, Québec, Lachine, 1955. augusztus 7. –) profi jégkorongozó kapus.

## Karrier
Komolyabb junior karrierjét a Québec Major Junior Hockey League-es Cornwall Royalsban kezdte 1971-ben. Ezután 1975-ig volt a csapat kapusa. Az 1972-es Memorial-kupán cserekapus volt és nem játszott, de a neve felkerült a kupára miután megnyerték. Utolsó junior évében a QMJHL MVP-je lett vagyis elnyerte a Michel Brière-emlékkupát. Az 1975-ös NHL-amatőr drafton a Los Angeles Kings választotta ki a 12. kör 197. helyén. A National Hockey League-ben sosem játszott. Felnőtt pályafutását a World Hockey Associationban kezdte 1975 végén a Toronto Torosben. Ez a csapat szintén draftolta őt az 1975-ös WHA-amatőr drafton az 5. kör 70. helyén. 1976. június 30-án a csapat Torontóból Birminghamba költözött és Birmingham Bulls lett a nevük. A szezon elején a Québec Nordiqueshoz cserélték, de itt sosem játszott, mert lekerült a North American Hockey League-be a Maine Nordiquesbe és innen vonult vissza a szezon végén 1977-ben. Ezután kapusedző lett egy gyerekcsapatban. 1998-ban beválasztották a Cornwall Sports Hall of Fame-be.

## Sikerei, díjai
- Memorial-kupa: 1972
- Michel Brière-emlékkupa: 1973